# Cratichneumon rufifrons
Cratichneumon rufifrons är en stekelart som först beskrevs av Johann Ludwig Christian Gravenhorst 1829.  Cratichneumon rufifrons ingår i släktet Cratichneumon och familjen brokparasitsteklar. Arten är reproducerande i Sverige. Inga underarter finns listade i Catalogue of Life.